# Théâtre de la Lune
Le théâtre de la Lune (Моско́вский госуда́рственный Теа́тр Луны́ под руково́дством Серге́я Про́ханова) est un théâtre moscovite situé au 31 de la Malaïa Ordynka, fondé en 1993 par l'acteur Sergueï Prokhanov. Il comprend aussi un théâtre pour enfants, appelé le théâtre de la Petite Lune.

## Histoire
Sergueï Prokhanov fonde en 1990 une troupe de théâtre qui joue des pièces réalistes fantastiques auprès du Roskontsert. Trois ans plus tard, il reçoit un local au 30 Bolchoï Kozikhinski pereoulok et le restaure sur ses propres fonds. La première du spectacle Byzance, d'après La Tunique empoisonnée de Nikolaï Goumilev a lieu le 14 février 1993 et l'année suivante la troupe devient une troupe de théâtre subventionnée par l'État. En 2004, le théâtre reçoit un nouveau local sis Malaïa Ordynka sur la rive gauche de Moscou, dans une maison construite en 1912 dans le style Art nouveau. Il comprend aujourd'hui deux salles de théâtre, l'une de trois cents places, l'autre de cent places, avec un foyer.
Les acteurs suivants ont joué pour ce théâtre : Irina Metlitskaïa, Sergueï Vinogradov, Dmitri Pevtsov, Tchoulpan Khamatova, Elena Kondulainen, Elena Zakharova, Anna Terekhova, Andreï Sokolov, Igor Livanov, Oleg Maroussev, Alexandre Peskov, Anastasia Stotskaïa, Evgueni Stytchkine, Dmitri Bikbaïev, Irina Lindt, Dmitri Bozine, Olga Kouzmina, Vladimir Tiaguitchev, etc,. La troupe se déplace aussi en tournées à l'étranger, comme en 2010 à Buenos Aires où elle a remporté un grand succès.